# Ribaue
Ribaue (oficialmente em  Moçambique Ribáuè) é uma vila da província de Nampula em Moçambique, sede do distrito  do mesmo nome.
A vila de Ribaue tem, de acordo com o censo de 2007, uma população de 26 328 habitantes.

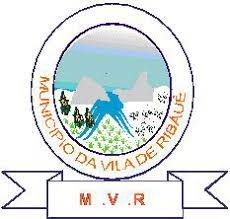
Brasão